# Борович, Кристина
Кристина Борович (пол. Krystyna Borowicz; 25 апреля 1923 — 30 мая 2009) — польская актриса театра, телевидения и кино.

## Биография
Кристина Борович родилась 25 января 1923 в Калише. Актёрское образование получила в Государственной высшей театральной школе в Варшаве, которую окончила в 1951 году. Дебютировала в театре в 1950. Актриса театров в Варшаве.
Умерла 30 мая 2009 в Варшаве.

## Избранная фильмография
- 1956 — Варшавская сирена / Warszawska syrena
- 1960 — Тысяча талеров / Tysiąc talarów
- 1964 — Итальянец в Варшаве / Giuseppe w Warszawie
- 1964 — Влюбленный «Пингвин» / Pingwin
- 1964 — Загонщик / Naganiacz — жена ротмистра
- 1966 — Бич Божий / Bicz Boży
- 1966 — Давай любить сиренки / Kochajmy syrenki
- 1966 — Домашняя война / Wojna domowa (в сериях 14 и 15)
- 1969 — Новый / Nowy
- 1969 — Приключения канонира Доласа, или Как я развязал Вторую мировую войну
- 1970 — Операция «Брутус» / Akcja Brutus
- 1970 — Мёртвая зыбь / Martwa fala
- 1971 — Беспокойный постоялец / Kłopotliwy gość
- 1971 — Миллион за Лауру / Milion za Laurę
- 1971 — Кудесник за рулем / Motodrama
- 1971 — Не люблю понедельник / Nie lubię poniedziałku
- 1972 — Секс-подростки / Seksolatki
- 1972 — Путешествие за улыбку / Podróż za jeden uśmiech
- 1972 — Разыскиваемый, разыскиваемая / Poszukiwany, poszukiwana
- 1975 — Ночи и дни / Noce i dnie
- 1985 — Ядовитые растения / Rośliny trujące

## Признание
- Золотой Крест Заслуги (1979).
- Кавалер Ордена Возрождения Польши (1988).
- Заслуженный деятель культуры Польши.